# Ostrolovský Újezd (zámek)
Zámek Ostrolovský Újezd se nachází ve středu stejnojmenné obce necelé 4 km jihozápadně od Borovan v okrese České Budějovice. Od roku 1963 je chráněn jako kulturní památka.

## Historie
Prvním panským sídlem u Ostrolovského Újezda byl středověký hrad opuštěný před rokem 1534. Když roku 1570 koupil újezdecké panství Kryštof Kořenský z Terešova, rozhodl se vystavět novou renesanční tvrz u místního poplužního dvora, na kterém sídlili jeho bratři Václav, Vilém a Jiří. Po Kryštofově smrti získal panství Vilém, po kterém ho zdědila jeho manželka Ludmila. Ta zámek prodala roku 1614 svému druhému manželovi Lukáši Kořenskému z Terešova. Lukáš skonal v roce 1640 a panství zdědil jeho syn Kryštof, který však brzy potom v cizině zemřel a majetek převzal bratranec Václav František. Po jeho smrti získal mezi jinými statky újezdecké panství mladší syn Jan Lukáš Antonín a prodal ho roku 1692 městu České Budějovice, které statek vlastnily až do 20. století. Na začátku 18. století prošla tvrz barokní přestavbou a byl k ní přistavěn špýchar (1711).
Od 19. století v zámku byla škola, později skladiště a nakonec nebyl udržován. Po roce 1990 ho koupila obec Ostrolovský Újezd. S rekonstrukcí zámku začali až manželé Malinští, kteří objekt koupili roku 2002.

## Stavební podoba
Zámek vznikl v severní části poplužního dvora, od kterého ho dnes odděluje silnice. Je to patrová dvojkřídlá budova se sedlovou střechou a průčelím obráceným k jihu. Přízemní prostory jsou zaklenuté křížovými klenbami. Místy se dochovala sgrafitová omítka. Přístavek na západní straně podepřený opěráky a věžička nad střechou byly přistavěny během 18. a 19. století.